# Sessame
Sessame é uma comuna italiana da região do Piemonte, província de Asti, com cerca de 285 habitantes. Estende-se por uma área de 8 km², tendo uma densidade populacional de 36 hab/km². Faz fronteira com Bistagno (AL), Cassinasco, Monastero Bormida, Ponti (AL), Rocchetta Palafea.

## Demografia
| Variação demográfica do município entre 1861 e 2011                               |
|                                                                                   |
| Fonte: Istituto Nazionale di Statistica (ISTAT) - Elaboração gráfica da Wikipedia |